# Umbonia amazili
Umbonia amazili är en insektsart som beskrevs av Leon Fairmaire. Umbonia amazili ingår i släktet Umbonia och familjen hornstritar. Inga underarter finns listade i Catalogue of Life.